# Tatra (Kambja)
Pour les articles homonymes, voir Tatra.
Tatra est un village de la commune de Kambja du comté de Tartu en Estonie.
Au 31 décembre 2011, il compte 30 habitants.